# Hallgrímur Pétursson

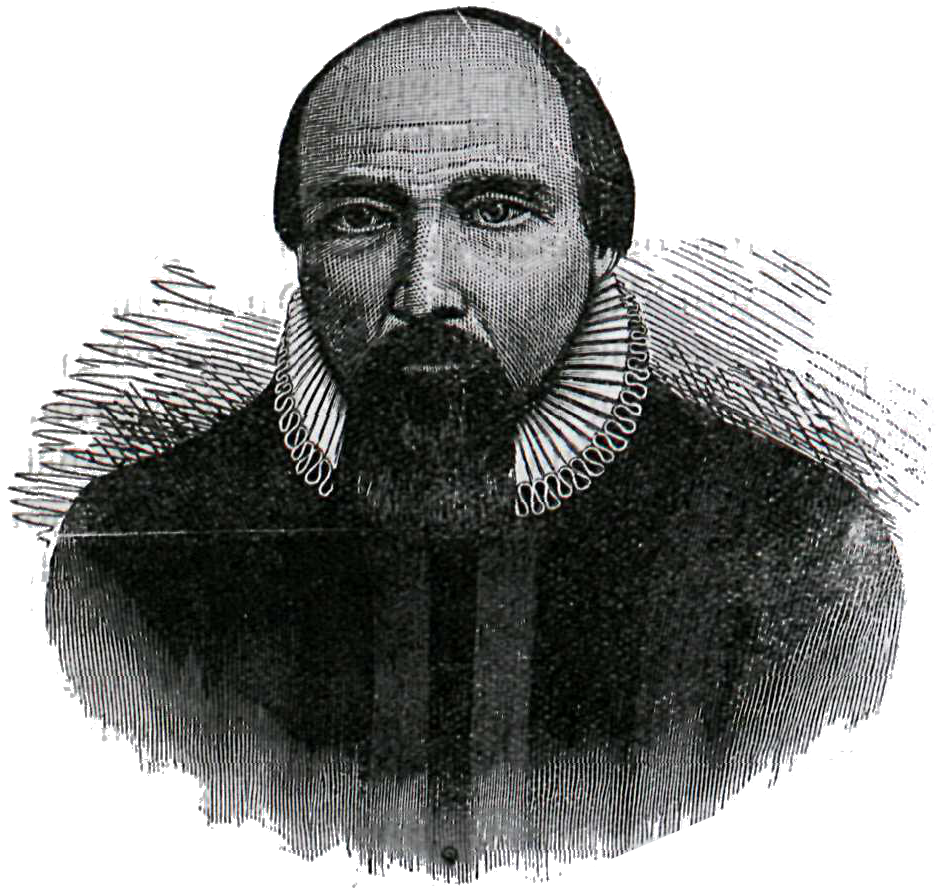
Hallgrímur Pétursson

Hallgrímur Pétursson (* 1614 in Gröf; † 27. Oktober 1674 in Ferstikla) war einer der bekanntesten isländischen Dichter und evangelisch-lutherischer Pfarrer in der Hvalsneskirkja auf der isländischen Halbinsel Reykjanes sowie in Saurbær am (nördlichen) Hvalfjörður. Die Hallgrímskirkja in Reykjavík und die Hallgrímskirkja in Saurbær sind nach ihm benannt. Er war zudem einer der einflussreichsten Prediger des sogenannten Zeitalters der Strenggläubigkeit in Island (1580–1713). Wegen seiner höchst bedeutenden Psalmendichtungen, die noch heute viel gesungen und gelesen werden, steht er auf einer Stufe mit dem deutschen Dichter Paul Gerhardt.

## Biographie

### Herkunft
Hallgrímur Pétursson wurde 1614 in Gröf á Höfðaströnd, als Sohn des Ehepaares Pétur Guðmundsson und Sólveig Jónsdóttir geboren. Der Vater war ein Pächter des Bischofs von Hólar, der damalige Bischof Guðbrandur Þorláksson sein Onkel. Der Dichter stammte damit keineswegs aus armer Familie.

### Jugend und Ausbildung
Er wuchs in Hólar, einem geistigen Zentrum Islands zu dieser Zeit, auf und besuchte dort die Schule, die einen guten Ruf als Ausbildungsstätte hatte. Zunächst zeigte er gute Begabungen, erwies sich später aber als so schwierig, dass er zur weiteren Erziehung nach Glückstadt in Schleswig-Holstein geschickt wurde, das damals zu Dänemark gehörte. Dort war er bei einem Schmied in der Lehre und lernte Brynjólfur Sveinsson, den späteren Bischof von Skálholt, kennen, der ihn auf Isländisch fluchen hörte und ihn auf diese Weise als Landsmann erkannte.
Brynjólfur verhalf ihm zu einem Platz in einer Ausbildungsstätte für evangelische Pfarrer in Kopenhagen. Dort lebte sich Hallgrímur gut ein.

### Guðríður Símonardóttir
1636 war er gerade in der Abschlussklasse, als er den Auftrag erhielt, einige Isländer im Glauben und in der isländischen Sprache zu unterweisen, die 1627 beim Türkenüberfall (siehe Geschichte Islands) geraubt worden waren und seitdem in muslimischen Ländern in Sklaverei gelebt hatten. Unter diesen Leuten befand sich eine verheiratete Frau von den Westmännerinseln, Guðríður Símonardóttir. Hallgrímur und die 16 Jahre ältere Guðríður verliebten sich ineinander, er gab das Studium auf und kehrte mit ihr heim nach Island. Als sie ankamen, war Guðríður schwanger. Ihr Ehemann war inzwischen verstorben und sie konnte Hallgrímur heiraten.

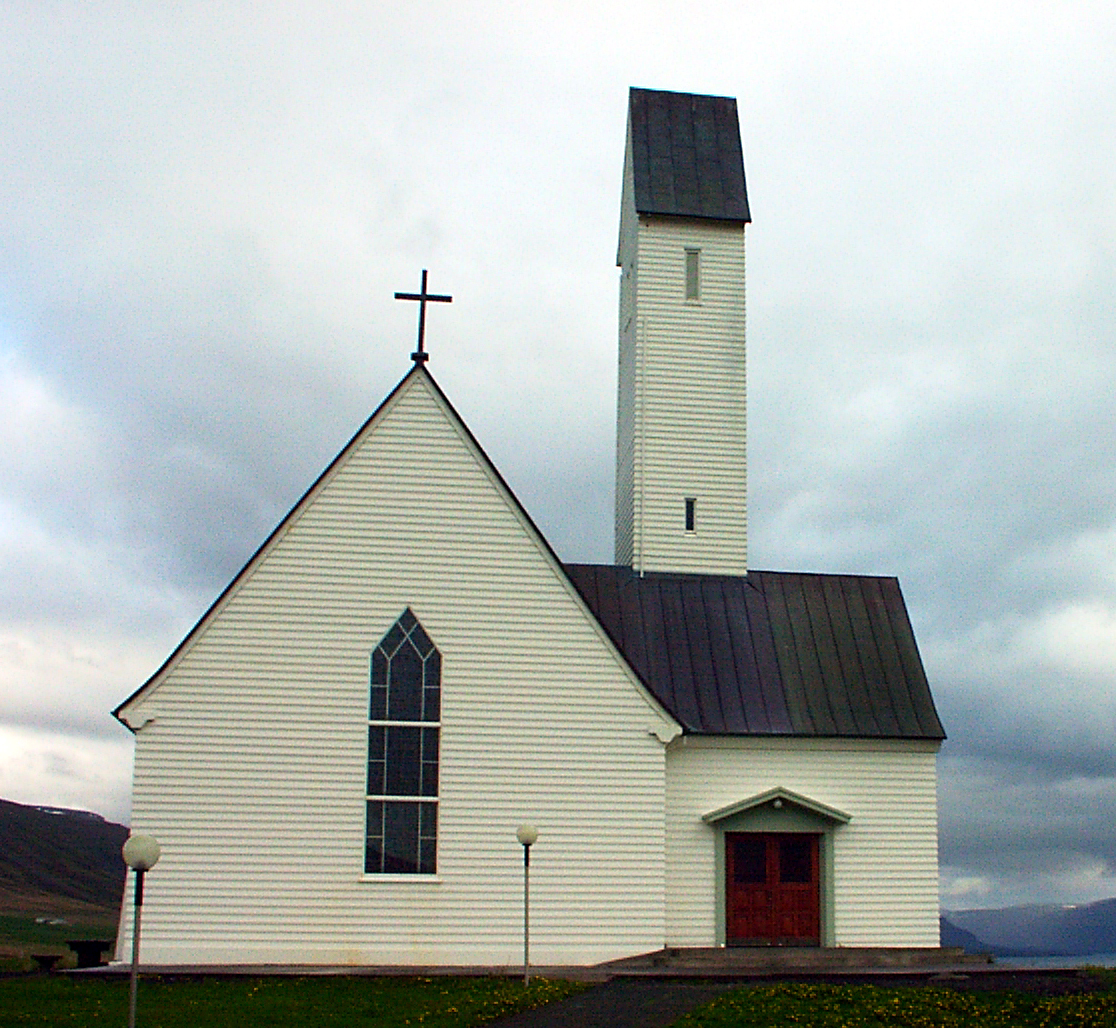
Die Hallgrimskirche zu Saurbær

### Wirken in Island
Zunächst brachte Hallgrímur die Familie als einfacher Arbeiter mehr recht als schlecht durch. Dann aber wurde 1644 die Stelle des Pfarrers in Hvalsnes frei und Brynjólfur Sveinsson, inzwischen Bischof in Skálholt im Süden Islands, betraute Hallgrímur mit diesem Amt, obwohl er sein theologisches Studium abgebrochen hatte. Bis 1651 wohnte die Familie in Hvalsnes. Hallgrímur und seine Frau bekamen eine Tochter, die er auf den Namen Steinunn taufte und die 1649 im vierten Lebensjahr starb. Dies bereitete Hallgrímur schweres Leid und er schlug selbst einen Grabstein für sie und hämmerte eine Inschrift hinein. Dieser Stein ist noch heute im Chor der Kirche von Hvalsnes zu sehen. Er galt lange als verschollen – er lag jahrhundertelang mit der Schrift nach unten als Pflasterstein vor der Kirche und wurde 1964 bei Bauarbeiten zufällig wiederentdeckt.
Im Jahr 1651 erhielt Hallgrímur die begehrte Pfarrei Saurbær am Hvalfjörður. Er genoss große Beliebtheit als Prediger und dichtete dort die berühmten Passionspsalmen. Bei der Psalmensammlung handelt es sich um das meistverkaufte Buch der isländischen Literatur (60 Auflagen zu Beginn des 21. Jahrhunderts).
Hallgrímur Pétursson starb im Jahre 1674 in Ferstikla am Hvalfjörður an einer Lepra-Erkrankung.

## Werke

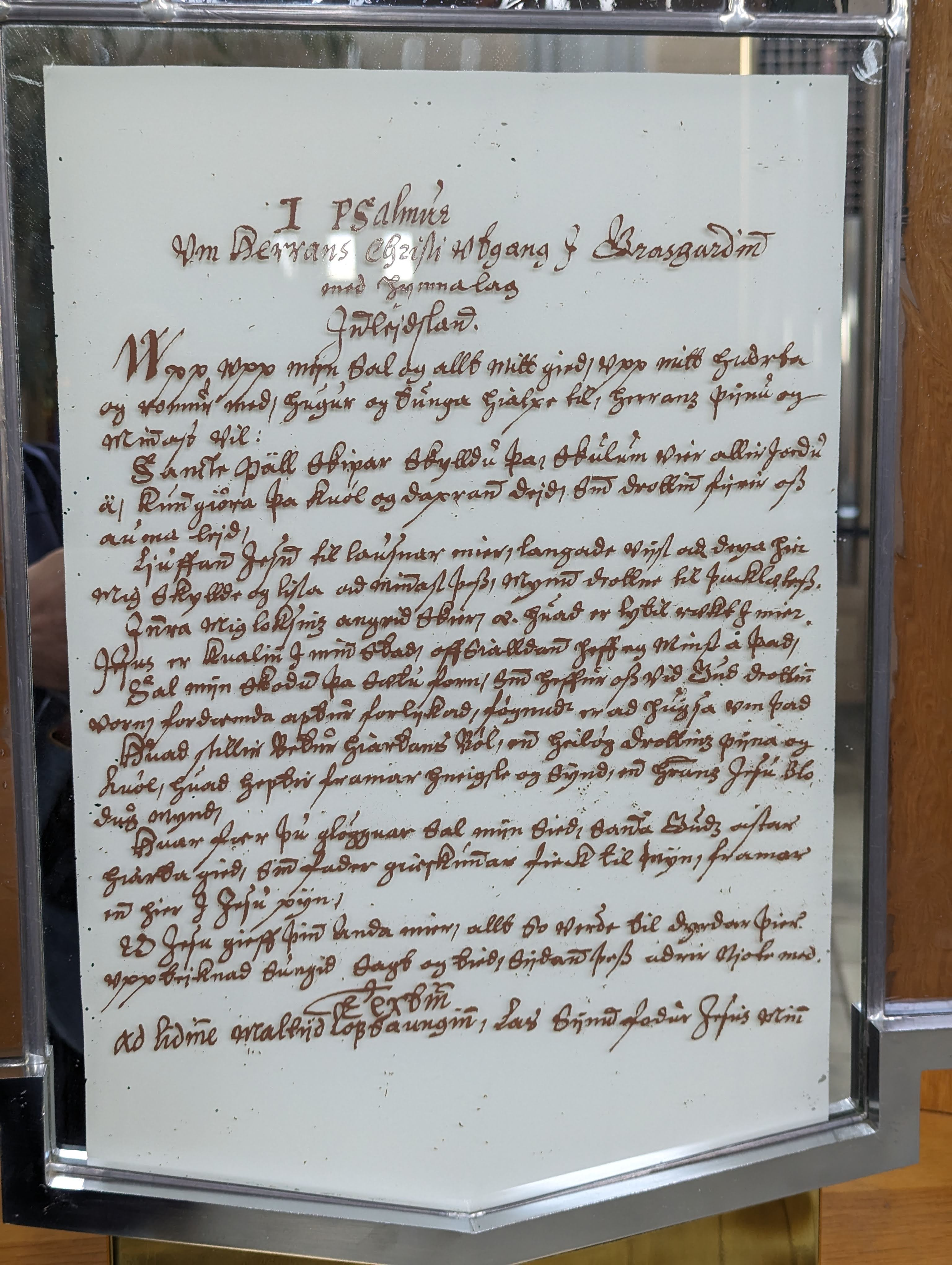
Faksimile des Manuskripts des ersten Passionspsalms an der Kanzel der Hallgrímskirkja

Hallgrímur Pétursson war ein höchst inspirierter Lyriker. Neben seinem berühmtesten Werk, den Passionspsalmen (isl. Passíusálmar), die 1659 erschienen, wurden viele Gedichte und religiöse Hymnen von ihm gedruckt, die oft noch heute bekannt und geläufig sind.
- Die Passionspsalmen des isländischen Dichters Hallgrimur Petursson. Unter Beibehaltung der Dichtungsform des Originals. in dt. Sprache wiedergegeben v. Wilhelm Klose, Verlag d. Hallgrímskirkja, Reykjavík 1974.